# 公民权利和政治权利国际公约第二任择议定书

《公约》的《第二任择议定书》的缔约方和签署方:
缔约方
签署方但未批准
未签署也未批准

《旨在废除死刑的〈公民权利和政治权利国际公约〉第二任择议定书》（縮寫：ICCPR-OP2）是《公民权利和政治权利国际公约》的一则附属协定。该议定书于1989年12月15日创设，1991年7月11日生效。截至2022年4月，第二议定书共有90个缔约方。